# 波恩达
波恩达（Ponda），是印度果阿邦North Goa县的一个城镇。总人口17688（2001年）。

## 人口
该地2001年总人口17688人，其中男性9167人，女性8521人；0—6岁人口1878人，其中男996人，女882人；识字率82.13%，其中男性为84.40%，女性为79.69%。